# The Complete Quartets with Sonny Clark
The Complete Quartets with Sonny Clark ist ein Jazz-Album von Grant Green, aufgenommen von Rudy Van Gelder in Englewood Cliffs, New Jersey am 23. Dezember 1961, sowie am 13. und 31. Januar 1962. Die Aufnahmen erschienen zunächst auf den Blue-Note-LPs Nigeria, Gooden's Corner und Oleo 1979/80; im Jahr 1997 wurden sie von Blue Note unter dem neuen Titel auf CD veröffentlicht.

## Das Album
Grant Green war in den 1960er Jahren mit seinem breiten, bluesigen Sound und ansteckenden Swing auf zahlreichen Soul-Jazz-Sessions des Blue Note-Label zu hören, als Sideman bei Aufnahmen von Lee Morgan, Lou Donaldson, John Patton und anderen Musikern. Die Quartettaufnahmen mit Sonny Clark, Sam Jones, Art Blakey und Louis Hayes zählen – zusammen mit den Alben Born to Be Blue (1962) Idle Moments und Street of Dreams (1964) zu den bedeutendsten Alben des Gitarristen Grant Green.
Die erste Session, die später auf dem Album Gooden's Corner veröffentlicht wurde, fand am 23. Dezember 1961 statt; Sam Jones und Louis Hayes waren zu dieser Zeit Mitglieder der Band von Cannonball Adderley. Es entstanden u. a. Versionen der Jazzstandards On Green Dolphin Street, What Is This Thing Called Love?, Moon River sowie Grant Greens Eigenkompositionen Gooden's Corner und Two for One, das auf Miles Davis’ modaler Komposition So What basiert. Für ein Stück kam noch Ike Quebec hinzu, der zu dieser Zeit bei Blue Note arbeitete; Count Every Star wurde dann aber auf Quebecs eigenem Blue Note-Album Blue and Sentimental veröffentlicht. Der Rest der Session blieb zunächst unveröffentlicht.
Bei der zweiten Session des Quartetts stieg Art Blakey für Louis Hayes ein; es war das einzige Mal, dass der Gitarrist und der Jazz-Messengers-Leader zusammen aufnahmen. Sie spielten damals aktuelle Stücke wie Sonny Rollins Nummer Airegin und eine Reihe von Standards aus dem Great American Songbook wie The Song Is You, The Things We Did Last Summer und Cole Porters I Concentrate on You. Besonders heraus ragte aber die über zehn Minuten dauernde Interpretation von Gershwins It Ain’t Necessarily So. Auch diese Aufnahmen wurden seinerzeit von Blue Note zurückgehalten; mutmaßlich deshalb, weil sich Blue Note Records nicht in der Lage sah, die relativ vielen Aufnahmen, die Green damals einspielte, auf den Markt zu bringen. Allein 1961 fanden sechs LP-Sessions unter Greens Leitung für Blue Note statt.
Fur die dritte Session am 31. Januar kehrte Louis Hayes zurück; Sie nahmen abermals einen Rollins-Titel, Oleo, den Miles-Davis/Eddie-„Cleanhead“-Vinson-Titel Tune Up sowie weitere Jazz-Standards wie Little Girl Blue und das damals durch John Coltranes Interpretation berühmt gewordene My Favourite Things von Rodgers und Hammerstein auf. Auch diese Aufnahmen blieben zunächst unveröffentlicht.
Am 13. Januar 1962 kam die Gruppe ein letztes Mal zusammen, um mit Ike Quebec das Grant Green-Album Born to be Blue einzuspielen.

## Editionsgeschichte
Gooden's Corner erschien 1979 auf dem japanischen Ableger von Blue Note Records; ohne den alternate take von Airegin und den Titel Nancy erschien 1980 die Aufnahmen der Session vom 13. Januar auf dem Blue Note-Album Nigeria (BLT 1032). Die Aufnahmen der dritten Session vom 31. Januar wurden 1980 in Japan unter dem Titel Oleo veröffentlicht. Nancy und die alternate takes von Airegin und Oleo erschienen zuerst 1989 in einer Anthologie von Mosaic Records. Die Edition erschien in CD-Form auch unter dem Titel The Complete Blue Note Recordings of Grant Green with Sonny Clark auf Mosaic Records.

## Bewertung
Der All Music Guide bewertete The Complete Quartets with Sonny Clark mit der Höchstnote; ebenso Richard Cook und Brian Morton in ihrem Penguin Guide to Jazz; sie betonen die wichtige Rolle des Pianisten Sonny Clark für die Sessions; er garantiere, dass das Tempo niemals abfalle, auch nicht in den lieblichen Balladen wie Nancy oder Mancinis Moon River. Herausragend sei die Edition aber insbesondere durch Greens Interpretation von Gershwins It Ain’t Necessarily So, bei dem der Gitarrist durch Art Blakey, der mit seinem 12/8 taktigem Spiel dem Standard ein spezielles Latin-Feeling gibt, zu immer neuen Wendungen von Phrasen angefeuert wird.

## Die Titel
CD 1
1. Airegin (Rollins) 7:32
2. It Ain’t Necessariliy So (G. Gershwin/I. Gershwin) 10:20
3. I Concentrate on You (Porter) 5:40
4. The Things We Did Last Summer (Jule Styne/Sammy Cahn) 5:54
5. The Song Is You (Jerome Kern/Oscar Hammerstein) 7:44
6. Nancy (with the Laughing Face) (P. Silvers/Jimmy Van Heusen) 6:20
7. Airegin (Alt. take) (Rollins) 7:34
8. On Green Dolphin Street (Ned Washington/Bronislau Kaper) 6:25
9. Shadrack (Robert MacGimsey) 6:20
10. What Is this Thing Called Love (Porter) 5:49

CD 2
1. Moon River (Henry Mancini/Johnny Mercer) 5:34
2. Gooden's Corner (Green) 8:11
3. Two for One (Green) 7:38
4. Oleo (Rollins) 5:35
5. Little Girl Blue (R. Rodgers/L. Hart) 7:12
6. Tune Up (M. Davis/E. Vinson) 7:17
7. Hip Funk (Green) 8:35
8. My Favourite Things (R.Rodgers/O. Hammerstein) 8:28
9. Oleo (alt. take) (Rollins) 6:00

## Produktion
- Produzent: Alfred Lion
- Toningenieur: Rudy Van Gelder
- Cover-Foto: Francis Wolff
- Compilation: Michael Cuscuna